# Lygaeidae
Os ligeídeos (nome científico: Lygaeidae) são uma família de insetos da ordem Hemiptera, cujas espécies podem ser encontradas em todo o mundo. São parecidos com os membros da família Coreidae, porém são menores, medindo entre quatro e doze milímetros, e diferindo pela quantidade de nervuras nas asas, sendo apenas quatro ou cinco. A maior parte das espécies se alimentam de sementes, porém algumas podem se alimentar de seiva ou predar outros animais.

## Lista de gêneros
Subfamília Bledionotinae
- Austropamphantus
- Bledionotus
- Pamphantus

Subfamília Henestarinae
- Engistus
- Henestaris

Subfamília Ischnorhynchinae
- Acanthocrompus
- Cerocrompus
- Crompus
- Kleidocerys
- Koscocrompus
- Neokleidocerys
- Pylorgus

Subfamília Lygaeinae
- Achlyosomus
- Acrobrachys
- Acroleucus
- Aethalotus
- Afraethalotus
- Anochrostomus
- Apterola
- Arocatus
- Aspilocoryphus
- Aspilogeton
- Astacops
- Aulacopeltus
- Biblochrimnus
- Caenocoris
- Cosmopleurus
- Craspeduchus
- Dalmochrimnus
- Ektyphonotus
- Emphanisis
- Gondarius
- Graptostethus
- Hadrosomus
- Haematorrhytus
- Haemobaphus
- Hormopleurus
- Horvathiolus
- Karachicoris
- Latochrimnus
- Lygaeodema
- Lygaeosoma
- Lygaeospilus
- Lygaeus
- Melacoryphus
- Melanerythrus
- Melanocoryphus
- Melanopleuroides
- Melanopleurus
- Melanostethus
- Melanotelus
- Microspilus
- Neacoryphus
- Nesostethus
- Nicuesa
- Ochrimnus
- Ochrostomus
- Oncopeltus
- Orsillacis
- Oxygranulobaphus
- Paranysius
- Pseudoacroleucoides
- Psileula
- Pyrrhobaphus
- Scopiastella
- Scopiastes
- Spilostethus
- Stenaptula
- Stictocricus
- Thunbergia
- Torvochrimnus
- Tropidothorax
- Woodwardiastes

Subfamília Orsillinae 
- Austronysius
- Belonochilus
- Eurynysius
- Hyalonysius
- Hemidiptera
- Lepionysius
- Neortholomus
- Neseis
- Nithecus
- Nysius
- Oceanides
- Orsillus
- Ortholomus
- Reticulatonysius
- Xyonysius

Subfamília Psamminae
- Psammium
- Saxicoris
- Sympeplus